# Agrilinus ibericus
Agrilinus ibericus är en skalbaggsart som beskrevs av Edgar von Harold 1874. Agrilinus ibericus ingår i släktet Agrilinus och familjen Aphodiidae. Utöver nominatformen finns också underarten A. i. basilicatus.